# Witold von Skarzynski
Witold von Skarżyński (* 17. Oktober 1850 in Splawie; † 1. September 1910 in Berlin) war Rittergutsbesitzer und Politiker der polnischen Minderheit in Preußen. Außerdem veröffentlichte er eine Arbeit über Adam Smith sowie weitere Schriften.

## Leben
Er besuchte die Gymnasien in Lissa und Posen. Danach studierte er in Bonn, Paris, Berlin und Krakau. Außerdem besuchte er die landwirtschaftliche Akademie in Proskau. Er promovierte 1873 zum Dr. phil. Er schrieb als Habilitationsschrift eine Arbeit über Adam Smith. „Adam Smith als Moralphilosoph und Schöpfer der Nationalökonomie.“ Als diese nicht angenommen wurde, widmete er sich der Bewirtschaftung seiner Güter. Im Jahr 1881 wurde er als Abgeordneter des Wahlkreises Bromberg 5 (Gnesen) in den Reichstag gewählt. Dem Parlament gehörte er zunächst bis 1884 an. Von 1903 bis zu seinem Tode 1910 vertrat er im Reichstag den Wahlkreis Posen 4 (Bug - Kosten).
Er betätigte sich daneben in verschiedenen Gremien. So war er Mitglied im Provinzialausschuss der Provinz Posen, er war Mitglied in einem Kreisausschuss sowie des Vorstandes der Landwirtschaftskammer für die Provinz Posen. Er gehörte dem Verwaltungsrat der landschaftlichen Bank, der Provinzialhilfskasse wie der Bank Ziemski an. Des Weiteren war er Vorstandsmitglied des polnischen landwirtschaftlichen Zentralvereins, des polnischen wissenschaftlichen Vereins und weiterer Organisationen.
Daneben war er auch als Autor tätig. Allein zwischen 1876 und 1898 verfasste er sieben Schriften in polnischer und fünf in deutscher Sprache.
Seit 1903 gehörte er erneut dem Reichstag und von 1904 bis 1908 auch dem Preußischen Abgeordnetenhaus als Mitglied der polnischen Fraktion an.